# 小行星5191
小行星5191（英語：5191）是一颗围绕太阳公转的小行星。1990年11月13日，上田清二、金田宏在钏路市发现了此天体。
这颗小行星的绝对星等为143.2062973491428等。